# 1954 v športu
1954 v športu. 

## Avto - moto šport
- Formula 1: Juan Manuel Fangio, Argentina, Maserati in Mercedes-Benz, je slavil z šestimi zmagami in 42 točkami
- 500 milj Indianapolisa: slavil je Bill Vukovich, ZDA, z bolidom Kurtis Kraft/Offenhauser, za moštvo Howard Keck[1]

## Kolesarstvo
- Tour de France 1954: Louison Bobet, Francija
- Giro d'Italia: Carlo Clerici, Švica

## Košarka
- NBA: Minneapolis Lakers slavijo s 4 proti 3 v zmagah nad Syracuse Nationalsi[2]

## Nogomet
- Svetovno prvenstvo v nogometu -  Švica 1954: Zahodna Nemčija v finalu slavi nad Madžarsko s 3-2, tretja je Avstrija[3]

## Smučanje
- Alpsko smučanje: 
  - Svetovno prvenstvo v alpskem smučanju - Åre 1954:
  - Moški: 
    - Slalom: Stein Eriksen, Norveška
    - Veleslalom: Stein Eriksen, Norveška
    - Smuk: Christian Pravda, Avstrija
    - Kombinacija: Stein Eriksen, Norveška

  - Ženske: 
    - Slalom: Trude Klecker, Avstrija
    - Veleslalom: Lucienne Schmith-Couttet, Francija
    - Smuk: Ida Schöpfer, Švica
    - Kombinacija: Ida Schöpfer, Švica

- Nordijsko smučanje:  
  - Svetovno prvenstvo v nordijskem smučanju - Falun 1954: 
    - Smučarski skoki: 
      - Velika skakalnica: Matti Pietikäinen, Finska

## Tenis
- Moški:
  - Odprto prvenstvo Avstralije: Mervyn Rose, Avstralija[4]
  - Odprto prvenstvo Anglije - Wimbledon: Jaroslav Drobný, Egipt[5]
- Ženske: 
  - Odprto prvenstvo Avstralije: Thelma Coyne Long, Avstralija[6]
  - Odprto prvenstvo Anglije - Wimbledon: Maureen Connolly Brinker, ZDA[7]
- Davisov pokal: ZDA je slavila s 3-2 proti Avstraliji[8]

## Hokej na ledu
- NHL - Stanleyjev pokal: Detroit Red Wings slavijo s 4 proti 3 v zmagah nad Montreal Canadiens
- SP 1954: 1. Sovjetska zveza, 2. Kanada, 3. Švedska[9]

## Rojstva
- 9. januar: Mirza Delibašić, bosansko-hercegovski košarkar († 2001)
- 18. januar: Aleksander Anpilogov, sovjetski rokometaš gruzinskega rodu
- 3. februar: Irmgard Lukasser-Ebster, avstrijska alpska smučarka
- 8. februar: Christine Rolland, francoska alpska smučarka
- 1. marec: Roland Eriksson, švedski hokejist
- 8. marec: Marie-Theres Nadig, švicarska alpska smučarka
- 19. april: Trevor Francis, angleški nogometaš in trener
- 24. april: Toril Marit Førland, norveška alpska smučarka
- 20. junij: Vladimir Golikov, ruski hokejist
- 24. junij: Mark Edmondson, avstralski tenisač
- 21. julij: Danièle Debernard, francoska alpska smučarka
- 26. julij: Vitas Gerulaitis, ameriški tenisač
- 23. avgust: Cristina Tisot, italijanska alpska smučarka
- 30. avgust: Brigitte Habersatter-Totschnig, avstrijska alpska smučarka
- 14. november: Bernard Hinault, francoski kolesar
- 21. december: Chris Evert, ameriška tenisačica

## Smrti
- 28. marec: Winifred Margaret Slocock, angleška tenisačica (* 1877)